# Lockheed Martin Skunk Works

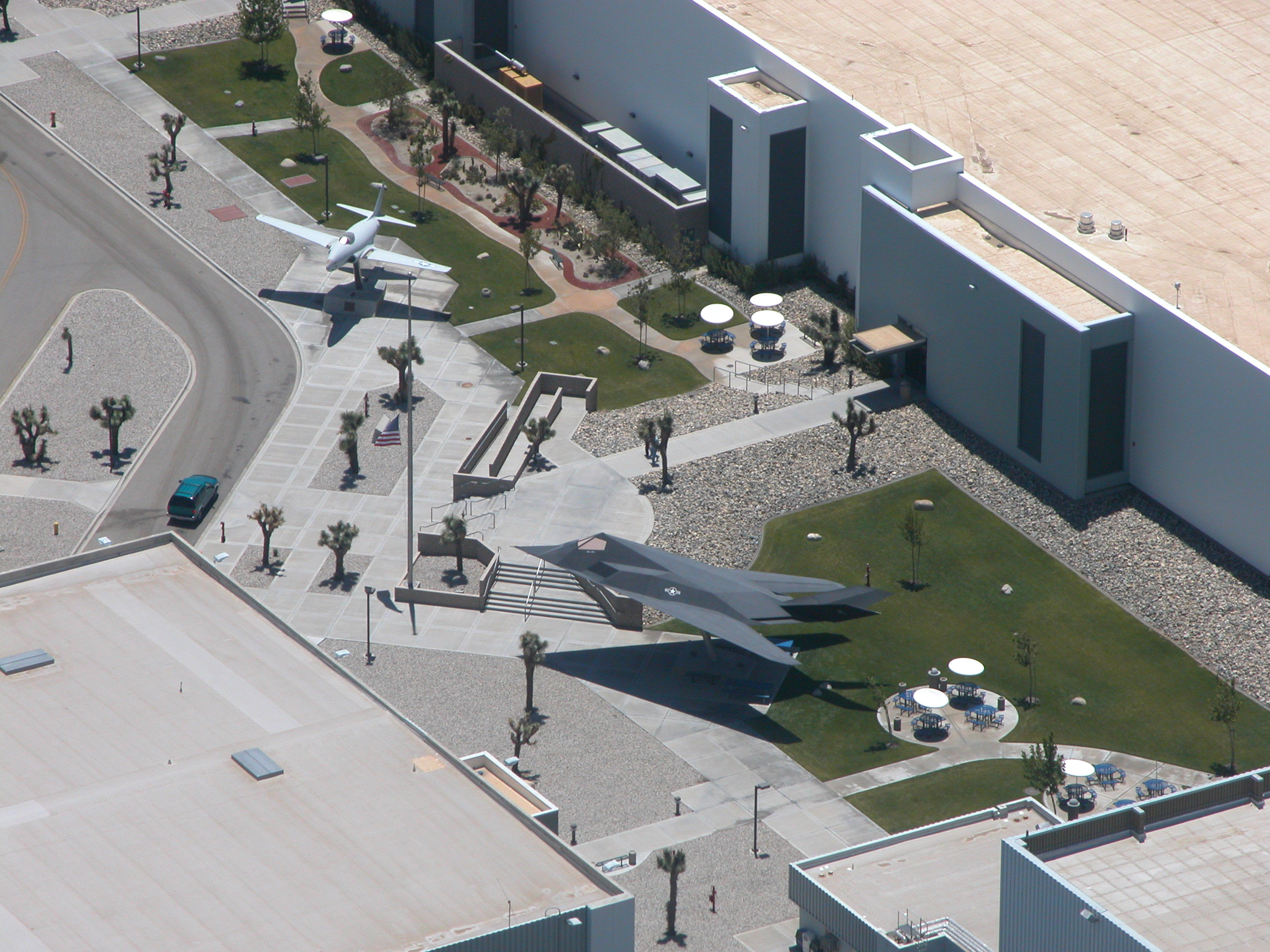
Wejście na teren kompleksu w Palmdale (2014)

Lockheed Martin Skunk Works (oficjalnie Lockheed Martin's Advanced Development Programs, ADP) – specjalistyczny wydział badawczo-rozwojowy w ramach Lockheed Martin Aeronautics, noszący popularnie nazwę Skunk Works, odpowiedzialny za badania w zakresie lotnictwa, wywiadu, obserwacji i rozpoznania, wspólnych operacji we wszystkich domenach, broni hipersonicznej oraz zintegrowanych technologii cyfrowych. Znacząca część Skunk Works mieści się w Palmdale w Kalifornii, zaś około 85% jego prac ma charakter tajny, co uzasadnione jest względami bezpieczeństwa narodowego i potrzebą zapewnienia przewagi technologicznej pozwalającej na przeciwdziałanie zagrożeniom.
Do najbardziej znanych osiągnięć Skunk Works należą opracowanie samolotów rozpoznawczych U-2 i SR-71 Blackbird i opracowanie niezbędnych do zachowania charakterystyk obniżonej wykrywalności matematycznych metod ustalania kształtów samolotów, co umożliwiło powstanie konstrukcji samolotów, bombowego F-117 Nighthawk i myśliwskich F-22 Raptor i F-35 Lightning II.